# Domen (film)
Domen, inspelad 1925, var en av de allra första spelfilmerna med ljud istället för textskyltar.

## Handling
Handlingen utspelar sig i en tingssal på landet. En ung flicka har blivit mördad och en rik bonde har utpekat en zigenare som mördaren. Fyra vittnen kallas: bonden, en knivslipare, en gammal döv pensionerad lärare och en judisk gårdfarihandlare. Det visar sig att zigenaren är oskyldig, och att det var bonden som utfört mordet. Överbevisad kolapsar bonden i tingssalen och dör.

## Roller[1]
- Erik Sylvan – Häradshövdingen
- Ulrik Johannesson – Landsfiskalen
- Edvin – Försvarsadvokaten
- Raymond Jamieson – Notarien
- Rudolf Brandlund – Vaktmästaren
- Erik Levin – Konstapeln
- Artur Donaldson – August Lundgren, tattare
- Artur Donaldson – Lars Hermansson, hemmansägare
- Artur Donaldson – Efraim Skoglund, pensionerad skollärare
- Artur Donaldson – Olof Persson, knivslipare
- Artur Donaldson – Isak Abrahamsson, gårdfarihandlare

## Produktion
Domen producerades av Harald Siegel, som av Lee de Forest hade införskaffat de skandinaviska rättigheterna till systemet Fonofilm eller Phonofilm för att skapa och visa filmer med synkroniserat ljud och bild. De första ljudfilmer som gjordes var framförallt korta musikstycken eller dokumentärer, men i Sverige ville Siegel även visa en spelfilm. Då han snart skulle resa till Sverige var det ont om tid. Siegel kontaktade den New York-baserade dramatikern Hans Alin som skrev manuset till filmen på mindre än en vecka. Den kände stumfilmsskådespelaren Artur Donadson anlitades som regigör och till fem av skådespelarrollerna. De flesta av de övriga skådespelarna rekryterades från en liten svensk teater i Brooklyn. Scenografin skapades av Olle Nordmark, som nyss anlänt till New York från Sverige. Filmen spelades in på studion Tex-Art i New York. På vardagarna användes studion för stumfilmer, så de hade bara tillgång till studion under en söndag. Med start klockan 8 på morgonen, var filmen klar under småtimmarna på måndag morgon. De enda pauserna som gjordes var när Donaldson skulle sminka och klä om sig från en roll till en annan. Lee de Forest var med under inspelningen för att hjälpa till med det tekniska.

## Visningar
Domen hade premiär i december 1925 på Academy of Music i Brooklyn, New York. Därefter tog Harald Siegel med sig filmen till Sverige, där den spelades för en inbjuden publik på Piccadilly den 4 februari 1926, med officiell Stockholmspremiär den 8 februari på samma biograf. I Göteborg visades filmen 1-7 mars 1926 på Rialto. Visningen var barnförbjuden.

## Engelsk version
Då filmen blev en framgång, spelades det strax efteråt även in en engelsk version, under namnet Retribution.